# Proprietà colligative
In chimica, una proprietà colligativa è una proprietà delle soluzioni che dipende solo dal numero di particelle distinte - molecole, ioni o aggregati sopramolecolari - che compongono la soluzione e non dalla natura delle particelle stesse.
Quando si aggiunge un soluto non volatile a un solvente, le proprietà fisiche della soluzione che si forma sono diverse da quelle del solvente puro.
Alcune proprietà, per esempio la densità e il pH, dipendono, oltre che dalla concentrazione delle particelle di soluto, anche dalla natura dei componenti della soluzione; non è così per le proprietà colligative, che sono:
- abbassamento della tensione di vapore
- innalzamento ebullioscopico
- abbassamento crioscopico
- pressione osmotica.

## Termodinamica
Le proprietà colligative derivano termodinamicamente dalla diminuzione del potenziale chimico del solvente dovuta alla presenza del soluto. Indicando con {\displaystyle \mu _{A}^{*}} il potenziale chimico di un generico solvente A puro, in seguito all'aggiunta di un soluto il nuovo valore assunto dal potenziale chimico sarà espresso dall'equazione
{\displaystyle \mu _{A}=\mu _{A}^{*}+RT\ln x_{A}}
dove {\displaystyle R} è la costante universale dei gas, {\displaystyle T} la temperatura assoluta e {\displaystyle x_{A}} è la frazione molare del solvente.

## Abbassamento della tensione di vapore
La tensione di vapore di una soluzione contenente un soluto non volatile è sempre inferiore a quella del solvente puro. Per la legge di Raoult, la tensione di vapore di una soluzione ideale (Psol) è pari alla somma delle tensioni di vapore dei componenti, ciascuna moltiplicata per la rispettiva frazione molare nella fase liquida. Si ricorda che la tensione di vapore del soluto è trascurabile rispetto a quella del solvente.
Questo succede a causa delle molecole di soluto che si legano a quelle del solvente. Perciò, rispetto a prima, ci saranno meno molecole di solvente che passeranno allo stato di vapore, diminuendo quindi la tensione di vapore.

## Innalzamento ebullioscopico e abbassamento crioscopico
L'aggiunta di un soluto non volatile a un solvente dà luogo a una soluzione il cui punto di ebollizione è maggiore (innalzamento ebullioscopico) e il cui punto di solidificazione è minore (abbassamento crioscopico) di quello del solvente puro. L'entità dell'effetto è direttamente proporzionale alla concentrazione molale (m) del soluto secondo le relazioni:
{\displaystyle T_{eb\ \mathrm {soluzione} }-T_{eb\ \mathrm {solvente} }=\Delta T_{eb}=K_{eb}\cdot m}
{\displaystyle T_{c\ \mathrm {solvente} }-T_{c\ \mathrm {soluzione} }=\Delta T_{c}=K_{c}\cdot m}
dove: Keb rappresenta la costante ebullioscopica molale del solvente e Kc rappresenta la costante crioscopica molale del solvente.
Keb e Kc sono costanti caratteristiche per ogni solvente.
Basti pensare a quando viene gettato del sale (NaCl) sulle strade per non farle ghiacciare: la presenza del sale (NaCl) abbassa la temperatura di congelamento (solidificazione) dell'acqua. Al contrario, se si aggiunge del sale (NaCl) prima di far bollire una pentola d'acqua questa bollirà ad una temperatura maggiore, mettendoci quindi più tempo. Ciononostante, tale incremento ai fini pratici è solitamente così piccolo da essere trascurabile.

## Osmosi e pressione osmotica

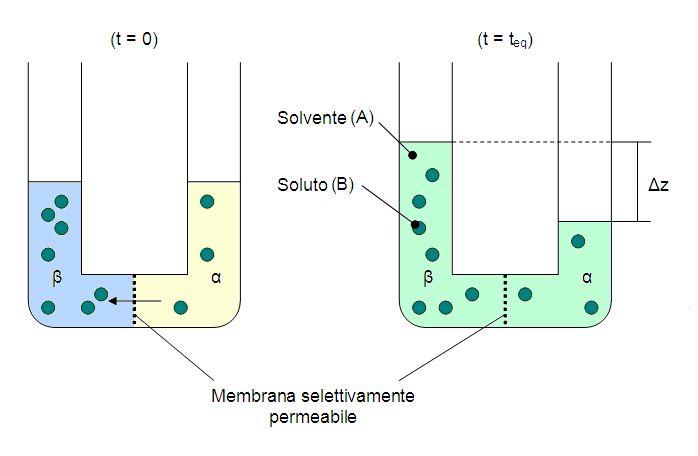
Effetto della pressione osmotica

Separando due soluzioni a diversa concentrazione (o una soluzione e il suo solvente) con una membrana semipermeabile, cioè permeabile solo al solvente e non al soluto, si verifica il fenomeno dell'osmosi che consiste nel movimento netto del solvente attraverso la membrana dalla soluzione più diluita a quella più concentrata (o dal solvente puro verso la soluzione), fino al raggiungimento di una situazione di equilibrio. Il risultato di ciò è l'innalzamento del livello della soluzione più concentrata rispetto a quella più diluita (o al solvente puro). La pressione che occorre applicare sulla soluzione più concentrata per riportarla al livello di quella più diluita è detta pressione osmotica.
La pressione osmotica (π) di una soluzione in cui il soluto non è un elettrolita si calcola mediante una relazione molto simile a quella dell'equazione di stato dei gas ideali:
{\displaystyle \pi \cdot V=n_{B}RT}
da cui:
{\displaystyle \pi ={\frac {n_{B}}{V}}\cdot RT=C_{B}\cdot RT}
in cui {\displaystyle C_{B}} è la concentrazione molare di soluto, {\displaystyle n_{B}} corrisponde al numero di moli del soluto, {\displaystyle R} è la costante universale dei gas, e {\displaystyle T} è la temperatura.
Confrontando la pressione osmotica di due soluzioni:
- se πα = πβ, le due soluzioni sono isotoniche l'una rispetto all'altra;
- se πα > πβ, la soluzione α è ipertonica rispetto alla soluzione β e la soluzione β è ipotonica rispetto alla soluzione α.

Concludendo, se due soluzioni aventi diversa pressione osmotica sono separate da una membrana semipermeabile si ha passaggio netto di solvente dalla soluzione ipotonica (meno concentrata) a quella ipertonica (più concentrata) fino al raggiungimento di una condizione di equilibrio.

## Proprietà colligative nelle soluzioni elettrolitiche
Dato che un elettrolita in soluzione si dissocia in ioni, una mole di elettrolita, in soluzione, libera più particelle di una mole di un non elettrolita e ha quindi maggior effetto sulle proprietà colligative.
Per calcolare l'effetto sulle proprietà colligative indotto dalla presenza di un elettrolita è necessario considerare il numero di particelle in cui l'elettrolita si dissocia, introducendo nella formula un coefficiente detto coefficiente di van 't Hoff (i).

Assumendo che gli ioni siano indipendenti gli uni dagli altri i è il numero di ioni in cui l'elettrolita è dissociato. Nel caso in cui il soluto sia un elettrolita, l'innalzamento ebullioscopico (ΔTeb) e l'abbassamento crioscopico (ΔTc) si calcolano tramite le formule seguenti:
ΔTeb = Keb · m · i
ΔTc = Kc · m · i
Analogamente, per il calcolo della pressione osmotica per soluzioni di elettroliti, vale la relazione:
π = M · RT · i
In modo alternativo, per calcolare la pressione osmotica si può utilizzare l'espressione dell'osmolarità.

### Osmolarità
L'osmolarità è un'espressione della concentrazione di una soluzione che sottolinea il numero di particelle di soluto presenti nella soluzione stessa.
L'osmolarità esprime il numero di osmoli di soluto contenute in un litro di soluzione, dove il numero di osmoli si calcola moltiplicando il numero di moli per il coefficiente i di van 't Hoff. Si ha quindi:
{\displaystyle OSM={\frac {n_{osm}}{V}}={\frac {n\cdot i}{V}}}.